# Camptothecium dolosum
Camptothecium dolosum là một loài rêu trong họ Brachytheciaceae. Loài này được Renauld & Cardot Renauld & Cardot mô tả khoa học đầu tiên năm 1893.